# Vostotxni (Kusxóvskaia)
|  | Per a altres significats, vegeu «Vostotxni». |

Vostotxni - Восточный (rus) - és un khútor del krai de Krasnodar, a Rússia. És a 7 km al nord de Kusxóvskaia i a 178 km al nord de Krasnodar. Pertany a l'stanitsa de Kusxóvskaia.